# François Caron (acteur)
Pour les articles homonymes, voir François Caron et Caron.
François Caron est un acteur français. Il est notamment connu pour avoir joué Antoine de Sartine dans la série Nicolas Le Floch.

## Biographie
Il fait des études de son à l’INSAS à Bruxelles, puis intègre un cours de théâtre.

## Filmographie

### Cinéma
- 1981 : Reporters de Raymond Depardon
- 1982 : Enigma de Jeannot Szwarc
- 1982 : Cinq jours, ce printemps-là de Fred Zinnemann : un étudiant français
- 1987 : Un zoo la nuit de Jean-Claude Lauzon : un brancardier
- 1989 : La Soule de Michel Sibra : un paysan
- 1989 : La Vie et rien d'autre de Bertrand Tavernier : Julien
- 1990 : L'Autrichienne de Pierre Granier-Deferre
- 1991 : Le Secret de Sarah Tombelaine de Daniel Lacambre : David
- 1991 : La Neige et le Feu de Claude Pinoteau : Poupon
- 1992 : Boulevard des hirondelles de Josée Yanne : Serge Ravanel
- 1993 : Abracadabra de Harry Cleven : Marchand
- 1993 : Taxi de nuit de Serge Leroy : Jérôme
- 1994 : Une femme française de Régis Wargnier : André
- 1998 : Le Cœur fantôme de Philippe Garrel
- 1998 : La Nouvelle Ève de Catherine Corsini : le psy
- 1999 : Est-Ouest de Régis Wargnier : policier de surveillance à Paris
- 2000 : Épouse-moi de Harriet Marin : Henri
- 2000 : Les Cendres du paradis de Dominique Crèvecœur : Joachim
- 2000 : On fait comme on a dit de Philippe Bérenger : Roger
- 2002 : Vingt-quatre heures de la vie d'une femme de Laurent Bouhnik : pensionnaire blond
- 2005 : Fais de beaux rêves de Marilyne Canto : Bertrand
- 2008 : La Fabrique des sentiments de Jean-Marc Moutout : une rencontre d'Éloïse
- 2011 : Toutes nos envies de Philippe Lioret : invité du dîner
- 2011 : Intouchables d'Olivier Nakache et Éric Toledano : ami de Philippe
- 2014 : L'Affaire SK1 de Frédéric Tellier : le président Jacob
- 2016 : Arrêtez-moi là de Gilles Bannier : l'avocat général
- 2019 : Une intime conviction d'Antoine Raimbault : Maître de Caunes
- 2020 : Antoinette dans les Cévennes de Caroline Vignal : Bernard
- 2025 : Luz de Flora Lau : Doctor

### Télévision

#### Téléfilms
- 1990 : Les Mouettes : l'instituteur
- 1991 : Cavale : David
- 1994 : Un été à l'envers
- 1994 : Abus de confiance : Minot
- 1996 : Tous les hommes sont menteurs : Paul Lambel
- 1996 : Le Choix de la nuit : François Béraud
- 1999 : Juliette : Arnaud Delvaux-Froissard
- 2001 : Une femme amoureuse : Gilles
- 2003 : L'Affaire Dominici : Commissaire Gillard
- 2005 : Le Temps meurtrier : Paul Coezec
- 2005 : La Femme coquelicot : Paul
- 2005 : Désiré Landru : Inspecteur Belin
- 2006 : Le Rainbow Warrior : Amiral Lacoste
- 2007 : La Belle et le Sauvage : le patron du café
- 2007 : Coupable : Maxime Bréhac
- 2007 : Déjà vu : Franck
- 2010 : Le Pain du diable : Commissaire Brisseau
- 2010 : Je vous ai compris, De Gaulle 1958-1962 : Guy Mollet
- 2012 : Valparaiso : Antoine Andreani

#### Séries télévisées
- 1984 : La Dictée : Dorel
- 1988 : L'Émission de télévision (représentation théâtrale filmée pour la télévision)
- 1988 : M'as-tu vu ?
- 1988 : La Belle Anglaise : l'assistant de Rollin
- 1989 : Jeanne d'Arc, le pouvoir de l'innocence : Bertrand de Poulengy
- 1993 : Flash, le reporter-photographe (Flash - Der Fotoreporter) : Richard
- 1994 : 3000 scénarios contre un virus
- 1997 : L'Histoire du samedi : Éric
- 1997 : Quai numéro un : Pierre Delage
- 1998 : Combats de femme : le psychiatre
- 1999 : Le juge est une femme de Pierre Bouton : Ravot
- 1999 : Maigret, Un meurtre de première classe : Albert Dutoit
- 2000 : Julie Lescaut de Daniel Janneau : Massenet
- 2000 : Lyon police spéciale : Mortier
- 2001-2005 : Les Enquêtes d'Éloïse Rome : Yves Rome
- 2001 : Mathieu Corot : Philippe Rostand
- 2001 : Brigade spéciale : Éric Viviant
- 2001 : Le Grand Patron : Pierre Surtis
- 2002 : Joséphine, ange gardien : d'André Chandelle : François
- 2003 : Avocats et Associés : Docteur Belval
- 2004 : Le Miroir de l'eau : Mathieu
- 2005 : Trois femmes… un soir d'été : Benoît Layrac
- 2006 : R.I.S Police scientifique : Michel Flandrin
- 2006-2008 : Un flic : Tourneur
- 2007 : Louis la Brocante : Paul Verdier
- 2007 : Reporters : le Ministre de l'Intérieur Jacques Barlier
- 2007 : Le Cocon, débuts à l'hôpital : Docteur Etcheverry
- 2008 : Chez Maupassant : Maloisel
- 2008-2015 : Nicolas Le Floch : le lieutenant général de police Sartine
- 2015 : Paris : Juge Milo
- 2016 : La Vengeance aux yeux clairs : Juge Philippe Delattre
- 2016 : Caïn : Marc Jacovski
- 2018 : La Stagiaire : Docteur François Lalande
- 2018 : Crime dans le Luberon d'Eric Duret : Paul Issautier
- 2019 : Puzzle de Laurence Katrian : Major Dumas
- 2020 : No Man's Land d'Oded Ruskin : François Habert
- 2020 : Mongeville - Le bal des tartuffes

## Doublage
- Toby Jones dans :
  - La Taupe (2011) : Percy Alleline
  - Serena (2014) : Shérif McDowell

## Théâtre
- 1993 : Ce qui arrive et ce qu'on attend de Jean-Marie Besset, mise en scène Patrice Kerbrat, Théâtre de la Gaîté-Montparnasse
- 1995 : Maître de Thomas Bernhard, mise en scène Jean-Luc Boutté, Théâtre Hébertot
- 2000 : Les Femmes Savantes de Molière, mise en scène Béatrice Agenin, Théâtre Victor-Hugo, Bagneux
- 2003 : El Pelele de Jean-Christophe Bailly, mise en scène Georges Lavaudant, Odéon-Théâtre de l'Europe Ateliers Berthier
- 2005 : Le meilleur professeur de Daniel Besse, mise en scène Stéphane Hillel, Petit Théâtre de Paris
- 2019 : L'Orestie d'Eschyle, mise en scène Georges Lavaudant, Nuits de Fourvière